# Sudania subcostella
Sudania subcostella är en fjärilsart som beskrevs av George Francis Hampson 1901. Sudania subcostella ingår i släktet Sudania och familjen mott. Inga underarter finns listade i Catalogue of Life.